# Натела (фільм, 1926)
«Натела» — грузинський радянський художній фільм кінорежисера  вірменського походження Амо Бек-Назаряна.

## Сюжет
Мінгрельське князівство середини 19 сторіччя. У пошуках нових коштів для споруди палацу правителя країни продають сільських дівчат у турецькі гареми. Така доля чекає і Нателу — наречену сільського парубка Джондо, який потрапив до в'язниці. Ставши однією з дружин турецького воєначальника Омар-паші, який мріє про захоплення князівства Мінгрельського, вона не перестає думати про свого коханого. Тим часом Джондо потрапляє у полон до паші...

## Актори
- Нато Вачнадзе — Натела
- Акакій Хорава — Ото Мікава
- Михайло Чіаурелі — Джондо, друг Ото
- Олександр Жоржоліані — Хіті
- Коте Андронікашвілі — Омар паша
- Дмитро Кіпіані — граф Чічуа
- Аліса Кікадзе — Сіду
- Заалі Теришвілі — Surveillant
- Елізабет Черкезішвілі — Єкатерина Дадіані, цариця Мінгрельського князівства
- К. Чіквадзе — Майя, племінниця Єкатерини Дадіані
- Мікаел Каракаш — Дарсун Бей
- Кіра Андронікашвілі — Kordzaya